# Задубровский
Задубро́вский — посёлок в Беловском районе Кемеровской области. Входит в состав Менчерепского сельского поселения.

## География
Центральная часть населённого пункта расположена на высоте 251 метров над уровнем моря.

## Население
По данным Всероссийской переписи населения 2010 года, в посёлке Задубровский проживает 167 человек (85 мужчин, 82 женщины).